# خواكين لورينزو فيلانويفا
خواكين لورينزو فيلانويفا هو كاتب وصحفي ومؤرخ وشاعر وسياسي إسباني، ولد في 10 أغسطس 1757 في شاطبة في إسبانيا، وتوفي في 26 مارس 1837 في دبلن في جمهورية أيرلندا. انتخب عضو مجلس النواب الإسباني ‏ (1 يوليو 1820 – 27 سبتمبر 1823) وانتخب عضو مجلس النواب الإسباني ‏ (24 أكتوبر 1810 – 25 سبتمبر 1813).